# Зоран Жигич
Зоран Жигич (серб. Зоран Жигић; нар. 20 вересня 1958, Балте, СР Боснія і Герцеговина, Югославія) — боснійський серб, якого Міжнародним кримінальним трибуналом у справах колишньої Югославії було звинувачено у порушенні звичаїв війни та злочинів проти людства за його дії в регіоні Прієдор, включаючи злочин в таборах Омарска, Трнопольї й Кератерм під час боснійської війни.
Жигіч здався правоохоронцям 1998 року, його було звинувачено в злочинах проти людства та порушенні звичаїв війни, своєї вини він не визнав. Суд над Жигічем відбувся разом із судовими процесами над Мирославом Квочкою, Младеном Радичем, Драголюбом Прчаком, Мілоідією Косом та Младжо Радичем. Його визнали невинним за чотирма звинуваченнями та засудили до двадцяти п'яти років позбавлення волі. У червні 2006 року його перевели до австрійської в'язниці для відбуття решти покарання.